# Baryscapus chlamytis
Baryscapus chlamytis är en stekelart som först beskrevs av William Harris Ashmead 1896.  Baryscapus chlamytis ingår i släktet Baryscapus och familjen finglanssteklar. Inga underarter finns listade.